# Sense of Tumour
Sense of Tumour (Gevoel voor tumor) est une série télévisée belge en huit épisodes de 55 minutes créée par Mathias Claeys, inspirée du livre Gevoel voor tumor de Leander Verdievel, diffusée du 18 mars au 6 mai 2018 sur Één.
Elle a été élue meilleure série européenne 2018 au festival de Berlin.
En France, elle a été mise en ligne le 15 novembre 2020 sur Salto.

## Synopsis
Tristan est un interne qui veut faire de la chirurgie neurologique, doué, apprécié par ses amis, famille et dans le milieu médical, coureur de jupons, charmeur, joueur de rugby, bon fils, bon frère et oncle ; puis fortuitement on lui découvre un cancer neurologique et la série décrit le passage du côté médical au côté malade, avec en parallèle l'histoire de ses parents, de sa sœur et son couple, ses interactions avec le milieu médical, son équipe de rugby, sa famille ; pendant son hospitalisation il fait la connaissance de Marcel, malade depuis quelques années d'un cancer au cerveau, et de sa petite-fille Hanne, avec laquelle il a une liaison amoureuse.
A la fin de chaque épisode, des malades ou anciens malades racontent une partie de leur parcours.

## Distribution
- Maarten Nulens (nl) : Tristan Devriendt
- Els Dottermans : Myriam Devriendt, mère de Tristan
- Dirk Van Dijck : Dirk Devriendt, père de Tristan
- Marthe Schneider (nl) : Hanne Vanderjeugdt, petite-fille de Marcel
- Barbara Sarafian : Esther Schoonjans, amie de Myriam
- Liesa Naert (nl) : Inge Devriendt, sœur de Tristan
- Vic De Wachter : Marcel Vanderjeugdt, grand-père de Hanne, compagnon de chambre de Tristan
- Luk Wyns (nl) : Professeur Mercier, chirurgien neurologue

## Épisodes
1. Slecht nieuws (Mauvaises nouvelles)
2. Stadium 1 (Stade 1)
3. Tsunami (Tsunami)
4. Agapornis (Premier rendez-vous)
5. Team tumor (Team tumeur)
6. Marcel (Marcel)
7. Vriend van Devriendt (La greffe)
8. Isolatie (L'isolement)